# Stekelkameleon
De stekelkameleon (Brookesia stumpffi) is een hagedis uit de familie kameleons (Chamaeleonidae).

## Naam en indeling
De wetenschappelijke naam van de soort werd voor het eerst voorgesteld door Oskar Boettger in 1894. De soortaanduiding stumpffi is een eerbetoon aan Anton Stumpff.

## Uiterlijke kenmerken
De stekelkameleon bereikt een totale lichaamslengte van 8 tot 8,6 centimeter waarvan de staart ongeveer 3,3 tot 3,9 centimeter beslaat. De lichaamskleur is bruin, op de rug en achterzijde van de kop zijn enkele puntige huidflappen aanwezig. Boven de staartwortel is aan beide zijden een verharde, stekelachtige structuur gelegen.

## Verspreiding en habitat
De kameleon komt voor in noordwestelijk Madagaskar en enkele eilanden langs de kust, te weten Nosy Be, Nosy Komba en Nosy Sakatia. Kortstaartkameleons klimmen weinig en leven op de bodem. De habitat bestaat uit de strooisellaag van droge tropische en subtropische bossen. 's Nachts schuilt het dier in de lagere delen van planten op een hoogte van dertig tot tachtig centimeter boven de bodem.
De soort is aangetroffen van zeeniveau tot op een hoogte van ongeveer 150 meter boven zeeniveau.

## Beschermingsstatus
Door de internationale natuurbeschermingsorganisatie IUCN is de beschermingsstatus 'veilig' toegewezen (Least Concern of LC).